# William J. Fields

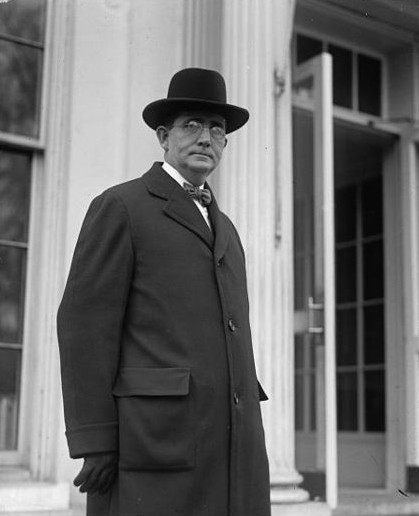

William Jason Fields (ur. 29 grudnia 1874, zm. 21 października 1954) – amerykański polityk, działacz Partii Demokratycznej, prawnik.
W latach 1911–1923 reprezentował 9. okręg Kentucky w Izbie Reprezentantów Stanów Zjednoczonych. Od 1923 do 1927 pełnił funkcję gubernatora Kentucky.
10 października 1893 poślubił Dorę McDavid. Para miała sześcioro dzieci.